# هوتنباخ
هوتنباخ (به آلمانی: Hottenbach) یک شهر در آلمان است که در بیرکنفلد واقع شده‌است. هوتنباخ ۶۵۵ نفر جمعیت دارد.